# Calcul stochastique
 (juillet 2023).
Si vous disposez d'ouvrages ou d'articles de référence ou si vous connaissez des sites web de qualité traitant du thème abordé ici, merci de compléter l'article en donnant les références utiles à sa vérifiabilité et en les liant à la section « Notes et références ».

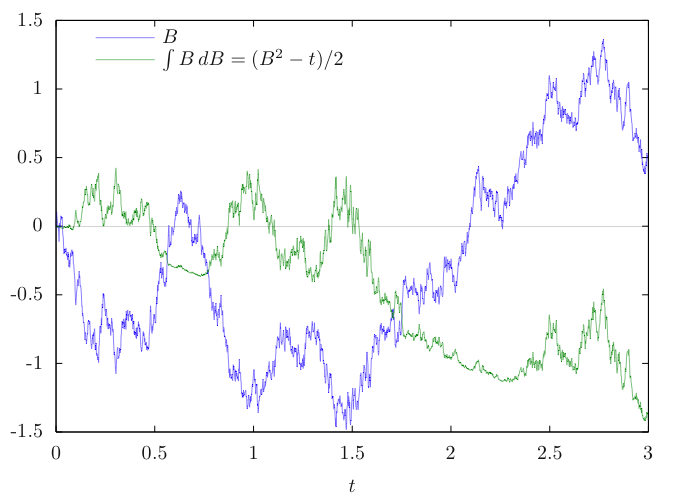
Le diagramme d'une trajectoire montre un processus de Wiener, ou mouvement brownien, B, ainsi que son intégrale Itō par rapport à lui-même. L'intégration par parties ou le lemme d'Itō montre que l'intégrale est égale à (B2 - t)/2.

Le calcul stochastique est l’étude des phénomènes aléatoires dépendant du temps. À ce titre, c'est une branche de la théorie des probabilités. Ne pas confondre avec la technique des calculateurs stochastiques.

## Applications
Le domaine d’application du calcul stochastique comprend la mécanique quantique, le traitement du signal, la chimie, les mathématiques financières, la météorologie et même la musique.

## Processus aléatoires
Un processus aléatoire {\displaystyle X} est une famille de variables aléatoires indexée par un sous-ensemble de {\displaystyle \mathbb {R} } ou {\displaystyle \mathbb {N} }, souvent assimilé au temps (voir aussi Processus stochastique). C'est une fonction de deux variables : le temps et l'état de l'univers {\displaystyle \omega }. L'ensemble des états de l'univers est traditionnellement noté {\displaystyle \Omega }. L'application qui à un {\displaystyle \omega } fixé associe {\displaystyle X(\omega ,t)}, {\displaystyle t} variable, est appelée trajectoire du processus ; c'est une simple fonction du temps (sans caractère aléatoire) qui représente la réalisation particulière du processus sous l'occurrence {\displaystyle \omega }.
Pour un {\displaystyle t} donné, {\displaystyle X(\omega ,t)} est une simple variable aléatoire dont la valeur exacte n'est connue qu'en t. Le mouvement brownien est un exemple particulièrement simple de processus aléatoire indexé par {\displaystyle \mathbb {R} }. Il peut être défini comme l'unique processus {\displaystyle W_{t}} à accroissement gaussien tel que la covariance entre {\displaystyle W_{t}} et {\displaystyle W_{s}} soit {\displaystyle \min(t,s)}. On peut également le voir comme la limite d'une marche aléatoire lorsque le pas de temps tend vers 0.

## Filtrations
Une filtration {\displaystyle F_{t}}, {\displaystyle t\in \mathbb {N} } est une famille de sous-tribus emboîtées de {\displaystyle \Omega }, qui peut s’interpréter comme l’information disponible qui évolue au cours du temps. Ainsi, une filtration est une famille de sigma-algèbres, indexée par le temps {\displaystyle t\geq 0} telle que {\displaystyle F_{s}\subset F_{t}} si {\displaystyle s\leq t}, ce qui reflète l'augmentation de l'information disponible.

## Processus d'Itō
Le processus d'Itō, d'après le nom de son inventeur Kiyoshi Itō, traite des opérations mathématiques dans un processus stochastique. Le plus important est l'intégrale stochastique d'Itō.

### Intégrale d'Itô
Avant le calcul, indiquons que :
- les majuscules telles que {\displaystyle X} notent les variables aléatoires ;
- les majuscules avec en indice un {\displaystyle t} (par exemple {\displaystyle B_{t}}) notent un processus stochastique qui est une famille de variables aléatoires indexée par {\displaystyle t} ;
- un petit {\displaystyle \mathrm {d} } à gauche d'un processus (par exemple {\displaystyle \mathrm {d} B_{t}}) signifie un changement infinitésimal dans le processus aléatoire qui est une variable aléatoire.

L'intégrale stochastique d'un processus {\displaystyle X_{t}} par rapport à un processus {\displaystyle B_{t}} est décrite par l'intégrale :
et est définie comme la limite en moyenne quadratique des sommes correspondantes de la forme :
Un point essentiel lié à cette intégrale est le lemme d'Itô.
La somme comme le produit de variables aléatoires sont définis dans la théorie des probabilités. La somme implique une convolution de la fonction de densité des probabilités, et la multiplication est une addition répétée.

### Définition d'un processus d'Itô
Une fois précisée la définition choisie pour une intégrale stochastique, on définit alors un processus d'Itô comme étant un processus stochastique {\displaystyle X_{t}} de la forme :
avec {\displaystyle u} et {\displaystyle v} deux fonctions aléatoires satisfaisant quelques hypothèses techniques d'adaptation au processus {\displaystyle B_{t}} et {\displaystyle \omega } est une réalisation dans l'espace de probabilité sous-jacent.
Dans le formalisme du calcul différentiel avec la prescription d'Itô on note de façon équivalente la relation précédente comme :

## Prescription de Stratonovich
Une autre prescription notable pour définir une intégrale stochastique est la prescription de Stratonovich. L'intégrale de Stratonovich est définie comme la limite des sommes discrètes :
La différence notable avec la prescription d'Itô est que la quantité {\displaystyle X_{(t_{i}+t_{i+1})/2}} n'est pas indépendante au sens des probabilités de la variable {\displaystyle B_{t_{i+1}}-B_{t_{i}}}. Ainsi, contrairement à la prescription d'Itô, dans la prescription de Stratonovich on a :
ce qui complique, de ce point de vue, certains calculs. Cependant l'utilisation de la prescription de Stratonovich ne choisit pas une direction du temps privilégiée contrairement à celle d'Itô ce qui implique que les processus stochastiques définis par l'intégrale de Stratonovich satisfont des équations différentielles stochastiques bidimensionnelles invariantes par renversement du temps. Pour cette raison, cette prescription est souvent utilisée en physique statistique.
Il faut noter cependant qu'il est possible de passer de l'une à l'autre des prescriptions en effectuant des changements de variables simples ce qui les rend équivalentes. Le choix de prescription est donc une question de convenance.

## Intégrale de Wiener et intégrale stochastique

### Intégrale de Wiener
Notons le mouvement brownien (MB) par {\displaystyle \{B_{t}\}_{t\in T}} et l'intégrale de Wiener par {\displaystyle \int _{a}^{b}(.)\mathrm {d} B}.
On dit qu'une fonction {\displaystyle h:[a,b]\to \mathbb {R} } est une fonction en escalier (donc dense dans {\displaystyle L^{2}([a,b])}) s'il existe {\displaystyle \sigma } une subdivision de {\displaystyle [a,b]} et s'il existe {\displaystyle \alpha _{0},...,\alpha _{N_{\sigma }-1}\in \mathbb {R} } tels que :
Alors, on pose :
Il est clair que {\displaystyle \int _{a}^{b}h(s)\mathrm {d} B(s)} est une variable aléatoire gaussienne centrée de variance {\displaystyle \int _{a}^{b}|h(s)|^{2}\mathrm {d} s}.
De plus, soit {\displaystyle g\in L^{2}([a,b])} et {\displaystyle H_{n}} une suite de fonctions en escalier de {\displaystyle g\in L^{2}([a,b])}. Alors, la suite {\displaystyle \left(\int _{a}^{b}H_{n}(s)\mathrm {d} B(s)\right)_{n\in \mathbb {N} }} converge vers une limite dans {\displaystyle L^{2}(\Omega )}. De plus, cette limite ne dépend pas de la suite {\displaystyle (H_{n})_{n\in \mathbb {N} }} et est notée par {\displaystyle \int _{a}^{b}g(s)\mathrm {d} B(s)}.

### Intégrale stochastique
Soit {\displaystyle Z} le mouvement brownien standard défini sur l’espace probabilisé {\displaystyle (\Omega ,A,F,P)} et {\displaystyle \sigma } un processus adapté à {\displaystyle F}. On suppose par ailleurs que {\displaystyle \sigma } vérifie :
Alors, l’intégrale stochastique de {\displaystyle \sigma } par rapport à {\displaystyle Z} est la variable aléatoire :

### Lemme d’Itô
Soit {\displaystyle x} un processus stochastique tel qu'on ait {\displaystyle \mathrm {d} x=a\mathrm {d} t+b\mathrm {d} z} où {\displaystyle z} est un processus de Wiener standard.
Alors d'après le lemme d'Itô, on a pour une fonction {\displaystyle G=G(x,t)}

## Équations différentielles stochastiques
Une équation différentielle stochastique (EDS) est la donnée d’une équation du type {\displaystyle \mathrm {d} X=\mu (X,t)\mathrm {d} t+\sigma (X,t)\mathrm {d} W_{t}}, où {\displaystyle X} est un processus aléatoire inconnu, que l’on appelle communément équation de diffusion. Intégrer l’EDS, c’est trouver l’ensemble des processus vérifiant la diffusion entière.

## Processus d’Ornstein-Uhlenbeck
Le processus d'Ornstein-Uhlenbeck est un processus stochastique décrivant (entre autres) la vitesse d'une particule dans un fluide, en dimension 1.
On le définit comme étant la solution {\displaystyle X_{t}} de l'équation différentielle stochastique suivante : 
où {\displaystyle B_{t}} est un mouvement brownien standard, et avec {\displaystyle X_{0}} une variable aléatoire donnée.
Le terme {\displaystyle \mathrm {d} B_{t}} traduit les nombreux chocs aléatoires subis par la particule, alors que le terme {\displaystyle -X_{t}\mathrm {d} t} représente la force de frottement subie par la particule.
La formule d'Itô appliquée au processus {\displaystyle {e^{t}}X_{t}} nous donne :
soit, sous forme intégrale :
Par exemple, si {\displaystyle X_{0}} vaut presque sûrement {\displaystyle x}, la loi de {\displaystyle X_{t}} est une loi gaussienne de moyenne {\displaystyle xe^{-t}} et de variance {\displaystyle 1-e^{-2t}}, ce qui converge en loi quand {\displaystyle t} tend vers l'infini vers la loi gaussienne centrée réduite.

## Méthodes de simulation

### Méthode de Monte-Carlo
Les méthodes de Monte-Carlo reposent sur la Loi des grands nombres. En répétant un grand nombre de fois une expérience, de façon (théoriquement) indépendante, on obtient une approximation de plus en plus fiable de la vraie valeur de l'espérance du phénomène observé.
De telles méthodes sont notamment utilisées en finance pour la valorisation d’options pour lesquelles il n’existe pas de formule fermée, mais uniquement des approximations numériques.

## Calcul stochastique sur des variétés
Une branche de la probabilité est le calcul stochastique sur des variétés différentiables.
Une des difficultés du calcul stochastique sur les variétés est le fait qu'en général il n'est pas possible de
reculer vers {\displaystyle \mathbb {R} ^{d}} au moyen de coordonnées, ou transporter des processus sur {\displaystyle \mathbb {R} ^{d}} directement au moyen de cartes sur la variété. La théorie de la martingale nécessite une structure géométrique supplémentaire sous la forme d'une connexion linéaire.